# Clube de Futebol Vasco da Gama
O Clube de Futebol Vasco da Gama é um clube de futebol português localizado na vila da Vidigueira, distrito de Beja. Foi fundado em 1 de Outubro de 1945 e o actual presidente é Júlio Azevedo.

A principal modalidade do clube é o Futebol mas distingue-se também noutras como o Andebol, o Futsal e a Patinagem Artística. Nos seus equipamentos utiliza como cores principais o branco, o preto e o verde. No Futebol disputa actualmente o Campeonato Nacional da 3.ª Divisão - Série F em seniores e tem como outros escalões a competir nos campeonatos distritais da Associação de Futebol de Beja, Traquinas, Petizes, Benjamins, Infantis, Iniciados, Juniores.

## História
Em 4 de Julho de 2018, a Rádio Voz da Planície noticiou que o clube iria participar na época de 2018/2019 do Campeonato Nacional de Portugal, no sentido de «atingir a manutenção, promover os seus jovens atletas e dignificar o futebol alentejano». A equipa técnica iria ser liderada pelo técnico Hugo Relíquias. Em 10 de Agosto de 2018, o jornal Público noticiou que o Vasco da Gama era uma das «equipas alentejanas menos mal posicionadas nas divisões secundárias», em conjunto com os clubes de Moura e do Redondense, que iriam disputar a Série D do Campeonato de Portugal.
Em Fevereiro de 2022, o clube denunciou, através das redes sociais, uma situação de racismo contra um dos membros da sua equipa infantil, durante um jogo contra o Moura Atlético Clube, tendo afirmado que «demonstrou o apoio possível junto do atleta e seus familiares, intercedeu junto das instâncias que regulam o futebol distrital com o objetivo de haver proteção de todas as crianças destas situações praticadas por energúmenos e junta-se à intenção de ir até às últimas consequências na criminalização deste acto».
Em 23 de Março de 2022, a Rádio Voz da Planície anunciou que a autarquia da Vidigueira tinha assinado dois contratos-programa com o Clube de Futebol Vasco da Gama de Vidigueira, um relativo à continuidade das operações desportivas do clube, enquanto que o outro contemplou a reabilitação da cobertura do Pavilhão do clube, na sequência da aprovação da candidatura ao Programa de Reabilitação de Instalações Desportivas.
Em 29 de Janeiro de 2023, a rádio Diana FM reportou que o Juventude de Évora tinha vencido o Vasco da Gama, pelo que a equipa caiu para a zona de despromoção. Em 20 de Abril desse ano, a rádio Diana FM noticiou que a equipa tinha garantido a manutenção no Campeonato de Portugal para a época de 2023 a 2024, tendo derrotado o Sporting Clube da Praia.

## Palmarés
- 1ª Divisão Distrital Beja: 2024/25, 2021/22 e 2017/18
- Taça de Honra 1ª Divisão Beja: 2005/06